# Египетско-французские отношения
Египетско-французские отношения — двусторонние отношения между Египтом и Францией. Отношения между двумя странами длятся уже несколько веков, от Средневековья до наших дней. После Египетского похода (1798–1801) там осталось сильное французское присутствие. Египетское влияние также очевидно во Франции, в таких памятниках, как Луксорский обелиск в Париже. Отношения также отмечены конфликтами, такими как война в Алжире (1954-1962 гг.) и Суэцкий кризис (1956 г.). По состоянию на 2020 год отношения крепкие и включают совместные культурные мероприятия, такие как Год культуры Франции и Египта (2019), туризм, дипломатические миссии, торговлю и тесные политические отношения. Такие учреждения, как Институт Египта, Французский институт в Египте и Французский университет Египта (UFE) также помогают в продвижении культурного обмена между Египтом и Францией.

## Экономические отношения

### Торговля
В 2015 году египетская администрация подписала сделку на сумму 5,2 миллиарда евро на закупку у Франции истребителей, ракет и фрегата. В 2016 году Египет закупил у Франции военное оборудование, включая истребители, военные корабли и спутник, на сумму более 1 миллиарда евро. В 2017 году товарооборот между Египтом и Францией вырос на 21,8%. В 2016–2017 финансовом году Франция была признана 11-м крупнейшим торговым партнёром Египта. По данным Министерства иностранных дел Франции, французские компании играют важную роль в египетской экономике, в таких отраслях, как фармацевтика, электротехническое оборудование, туризм и инфраструктура.

### Соглашение между ЕС и Египтом
Соглашение о свободной торговле между Египтом и Францией в рамках Соглашения между ЕС и Египтом действует с 2004 года. Соглашение способствует свободной торговле за счёт отмены пошлин на промышленные товары и облегчает торговлю сельскохозяйственными товарами.

## Споры и разногласия
Президент Франции Эмманюэль Макрон подвергся критике за продвижение торговых отношений между двумя странами как со стороны общественности, так и со стороны таких организаций, как Amnesty International. Это относится к сделке на 5,2 миллиарда евро, подписанной в 2015 году, по которой Франция продала Египту истребители, ракеты и фрегат. Amnesty International утверждает, что поставки оружия Францией нарушают международное право и что поставленное оружие использовалось для подавления протестов. На совместной пресс-конференции во время визита президента Египта Абдула Фаттаха ас-Сиси в Париж в 2017 году президента Макрона попросили прокомментировать предполагаемое нарушение Египтом прав человека. Он сказал, что не ему «читать лекции» своему коллеге по таким вопросам. Этот вопрос вновь всплыл во время официального визита Макрона в Египет в 2019 году, когда дискуссии о правах человека снова стали главными на пресс-конференции между ним и президентом ас-Сиси. Макрон заявил, что стабильность нельзя отделить от прав человека. Президент ас-Сиси ответил, что неуместно рассматривать Египет и его проблемы с европейской точки зрения, сказав: «Мы не Европа».
6 декабря 2020 года Amnesty International и Международная федерация прав человека (FIDH) призвали президента Франции Эмманюэля Макрона оказать давление на его египетского коллегу Фаттаха ас-Сиси для освобождения произвольно задержанных правозащитников. Запрос поступил во время трёхдневного государственного визита президента ас-Сиси во Францию, который начался 6 декабря. В январе 2018 года Макрон поднял озабоченность в области прав человека во время визита в Каир, упомянув «уважение к индивидуальным свободам, достоинству каждого и верховенству свободы».